# Vincenza Matilde Testaferrata
Vincenza Matilde Testaferrata, född Perdicomati Bologna dei Conti della Catena, var en maltesisk kyrklig ämbetsinnehavare och baronessa. Hon innehade ämbetet depositario inom Maltas inkvisition 1760–1778.
Hon var gift med sin kusin baron Paolo Testaferrata Abela, Patrizio Messina e Roma (1736–1760). Hon ärvde makens ämbete som depositario, som var ärftligt från far till son. Hennes make dog utan en son. Hon var gravid vid hans död och födde en son, men utövade hans ämbete under sin sons omyndighetstid. Att en kvinna innehade ett ämbete inom inkvisitionen var troligen unikt i historien. 
Många av hennes brev har bevarats. 